# Barrage de Votkinsk
Le barrage de Votkinsk (en russe : Воткинская ГЭС, Votkinskaïa GuES) est un barrage hydroélectrique de Russie de l'entreprise RusHydro. Il est situé à Tchaïtkovski, à 27 km au sud de Votkinsk, dans la république d'Oudmourtie. Il a été construit sur la rivière Kama et fait partie de la « cascade Volga-Kama ».
La construction du barrage a débuté en 1955 et la mise en service de la centrale électrique eut lieu en décembre 1961. 
Le réservoir de Votkinsk, retenue d'eau formée par le barrage, a une étendue de 1 120 km2 et un volume de 9,36 milliards de m3. La production annuelle réelle d'électricité s'élève à 2 600 GWh par an.